# نماذج انبثات سرطان الثدي في الفئران
تُعد نماذج انبثات سرطان الثدي في الفئران مناهج تجريبية يجري فيها التلاعب بالفئران وراثيًا لتطوير ورم ثديي تؤدي نقائله إلى تشكل آفات بؤرية بعيدة من ظهارة الثدي. قد تحدث سرطانات الثدي في الفئران بسبب الطفرات الجينية المحددة في السرطان البشري، ما يعني إمكانية إنشاء نماذج بناءً على الآفات الجزيئية المتوافقة مع المرض الذي يصيب الإنسان.

## نقائل سرطان الثدي
يُعرف الانبثاث بأنه عملية انتقال الخلايا السرطانية من موقع السرطان الأساسي إلى مكان بعيد حيث تشكل الخلايا السرطانية أورامًا ثانوية. يمثل سرطان الثدي النقيلي أكثر سمات السرطان تدميرًا وحدثًا يميز المرحلة المتقدمة من المرض. ينتقل سرطان الثدي البشري إلى أعضاء عدة بعيدة مثل الدماغ والرئتين والعظام والكبد.

### التنوع الجيني بين الورم الأولي والنقائل
توقعت النظرية الكلاسيكية التي جرى تطويرها في أوائل السبعينيات أن الانبثات ناتج عن مجموعات فرعية محددة وراثيًا في الأورام الأولية. يُعد التباين الجيني بين البؤر الانبثاتية مهمًا لموضع معين فقط وداخل مجموعات خلايا محددة أو مجموعة خلايا من النوع ذاته تظهر اختلافات وبعض المواضع المتباينة في مجموعة فرعية من نوع واحد من الخلايا. يفسر ما سبق مفهوم تغايرية الورم وترتيب التظاهرات الجينية في أثناء تطور الورم. تستطيع العديد من الجينات التي تحفز النمو في موقع الورم الأولي تحديد درجة الانتشار والاستعمار في الموقع المنتبذ. يُعد سرطان الثدي بالإجماع مرضًا تغايريًا من الناحيتين الجينية والسريرية، إذ يعكس تغايرية أنسجة الثدي الطبيعية في الأصل 17873350. لا بد من تحقق عدد من الأحداث الجينية المنفصلة لتجهيز الخلايا السرطانية المنفردة القادرة على النمو في موقع منتبذ. يعتمد التقدم الانبثاتي على تنظيم البرامج التطورية والحوادث في البيئة المحيطة. تُعد الإمكانية الانبثاتية للمجموعات الفرعية داخل الخلايا الثديية عند الفأر الآن حدثًا مبكرًا نسبيًا ويحدث الانتشار في الوقت نفسه بالنسبة إلى الآفات ما قبل الغازية أو الآفات الغازية الدقيقة. تُظهر الملامح الجينية للآفات الأولية والنقائلية في سرطانة الثدي درجة كبيرة من الارتباط النسيلي بين الآفات. توجد أنماط مختلفة لانتشار الطفرات الجينية في جينومات أورام الثدي الأولية ونقائلها، وتؤكد أيضًا التغايرية الجينية بين الأورام الأولية لمرضى سرطان الثدي والنقائل الخاصة بهم.

### الجينات المشاركة في النقائل الخاصة بعضو محدد معين
تعبر الأنماط الظاهرية لسرطان الثدي بصورة دورية عن جينات في نقائل لا غنى عنها لعملية الانبثات. يحدث تواسط للتنوع الانبثاتي من طريق تنشيط الجينات التي تعمل بمثابة رابط للنمو الخاص بعضو معين. يعتمد نمو الآفات في الموقع المنتبذ على تفاعلات معقدة متعددة بين الخلايا النقائلية وآليات الاستتباب المضيفة. تساعد التفاعلات القاتلة بين بروتين وآخر في موقع وجود النقيلة على بقاء الخلايا المتكيفة على قيد الحياة.

## توليد نماذج سرطان الثدي في الفئران
يمثل التعبير المستهدف عن الجينات الورمية في الخلايا الظهارية الثديية في الفئران طريقة لنمذجة سرطان الثدي البشري. يمكن التحكم بحدوث الطفرة أو الإفراط في التعبير عن الجينات الورمية من خلال ضبط عملية التعبير في سياق خلوي محدد للغاية بدلًا من الكائن الحي بأكمله. يُذكر طريقة أخرى لنمذجة سرطان الثدي البشري ألا وهي التثبيط المستهدف للجين الكابت للورم.

### الفئران في البحث الجيني
- طور كلارنس سي. ليتل في عام 1909 أول ذرية قُربى، وهي فأر دي بي إيه (فأر مُضعف وبني وغير آغوطي).
- حدد إن.إم هالدان في عام 1915 أول ارتباط في الفئران بين الفئران البيضاء وتخفيف العين الوردية على الصبغي السابع.
- أصبحت فئران سلالة C57BL في عام 1921 من أكثر الفئران استخدامًا في علم الوراثة وكانت أول سلالة يُسلسل جينومها.
- زرع بالميتر وبرينستر في عام 1982 جينًا غريبًا في البويضة المخصبة، لينتجا في النهاية أول فئران جرى تعديلها وراثيًا للتعبير عن الجينات الورمية السائدة.[20]
- في عام 1982، جرى تحفيز التعبير من MMTV-LTR (فيروس الورم الثديي للفئران -التكرار الطرفي الطويل) من طريق جولات متعددة من الحمل والرضاعة لتقييم أهمية الجين الورمي الخلوي البدئي c-myc.[21]

### الإنسان والفأر: مقارنة جينومية
تخضع الدراسات الجينية للأمراض الشائعة في البشر لقيود كثيرة لأسباب عملية وأخلاقية. يمكن استخدام خطوط الخلايا البشرية لنمذجة المرض، لكن من الصعب دراسة العمليات على مستوى الأنسجة أو داخل العضو أو عبر الجسم بأكمله. قد توفر الفئران تمثيلًا جيدًا للأمراض عند الإنسان للأسباب التالية:
- توجد أوجه تشابه وثيقة في الفزيولوجيا والتطور وبيولوجيا الخلية بين الفئران والبشر.
- يمتلك كل من البشر والفئران نحو 30,000 جين مشفر للبروتين. إن عدد جينات الفأر بدون نديد بشري مماثل أقل من 1٪.
- 90٪ من جينومات الإنسان والفأر متصاحبة جينيًا.
- تكون 40٪ من جينومات الإنسان والفأر متسقة على المستوى النوكليوتيدي.
- تتمتع الفئران بفترات حمل قصيرة نسبيًا.
- تستغرق الفئران وقتًا قصيرًا للوصول إلى مرحلة النضج الجنسي.
- أعداد ولدان الفئران كبيرة.
- توافر مئات الطفرات التي تؤثر على كل الأنسجة وجوانب التطور تقريبًا.

قد لا تكون الفئران نموذجًا مثاليًا لسرطان الثدي، وهذا يرجع بصورة أساسية إلى افتقار العديد من النماذج إلى الدقة. يصعب تحديد الموقع الدقيق والتواتر عند فحص نقيلة. تدور مشكلة أخرى حول الأنواع الفرعية الظهارية وعدم القدرة على استهدافها على وجه التحديد عند استهداف طفرة ما، ومن الأمثلة على ذلك تحديد تطور الأورام في الفئران K14-Cre BRCA2. في حالة قياسية، لم يؤد استئصال جين BRCA2 إلى تشكل ورم، لكن تحوير البروتين المثبط للورم بي53 وتعطيله، سيتبعه تكوين الورم، ولذلك لا توجد إجابة محددة حول أصل الورم، بسبب الطفرة الإضافية في بروتين بي53.

### خطوط الخلايا في السرطانة الثديية الانبثاتية في الفئران
تنتقل العديد من خطوط خلايا سرطانة الثدي، مثل4T1  وTS/A، في الفئران إسوية النمط الجيني والمؤهلة مناعيًا، ويمكن استخدامها لتحديد الجينات والمسارات المشاركة في عملية الانبثات.

### نماذج بسيطة لزراعة الأورام
يعتبر زرع الخلايا السرطانية في الفئران منقوصة المناعة أداة لدراسة سرطان الثدي وآثار نقائله. يوجد نوعان لعملية الزرع هذه، إما زرع الطعم الخيفي أو زرع الطعي الأجنبي. يجري عمومًا تلقيح الخلايا البشرية في متلقي فأري منقوص المناعة. تُلقح الخلايا عبر عمليات الزرع داخل الأقنية، أو عبر حقن وسادة دهنية ثديية أو زرع في الوريد الذيل. يمكن زرع خلايا سرطان الثدي في أعضاء مختلفة وفقًا لطريقة الحقن:
- حقن القلب: العظم
- حقن الوريد الذيل: الرئة
- حقن الطحال: الكبد
- حقن الشريان السباتي: الدماغ

### نماذج زرع النسيج الورمي
كانت الفئران منقوصة المناعة التي استُخدمت هي فئران NOD/SCID (فئران سكرية غير بدينة/ مصابة بعوز مناعي شرطي شديد). تسمح هذه الطفرات بدمج أنسجة طعم أجنبي جديدة. يجب أولاً أن يمتلك الفأر وسادات دهنية ثديية مؤنسنة عبر حقن الأرومات الليفية السدوية الثديية البشرية التي تم تخليدها بإنزيم التيلوميراز (أرومات RMF/EG الليفية) في وسادات الدهون الثديية. إن الخلايا الظهارية الثديية البشرية المطعمة على الوسادة غير قادرة على الاستعمار والنمو دون هذا الحقن. يجب بعد ذلك تشعيع أرومات RMF/EG الليفية للسماح بالتعبير عن البروتينات الرئيسية وعوامل النمو. توسعت الخلايا الظهارية للثدي البشري المطعمة حديثًا داخل الوسادة الدهنية بعد 4 أسابيع من التطور.